# Mikael Munck
Mikael Påfvelsson Munck, död 10 november 1599, var en svensk ämbetsman.
Mikael Munck var son till fogden Påfvel Andersson. Han var 1574 i tjänst hos Henrik Klasson (Horn) och under 1580- och 1590-talen fogde och lagläsare i olika delar av Finland. Som belöning för sina tjänster adlades han 1585 av Johan III. Under striderna i Finland mellan hertig Karl och Sigismund 1596–1599 var Munck en av Sigismunds pålitligaste anhängare. Hösten 1597 deltog han i försvaret av Åbo slott mot hertig Karls trupper, som efter en kort belägring intog slottet. Redan samma år återtogs Åbo slott av Arvid Stålarm, som 1598 utnämnde Munck till befallningsman över Åbo slott och län. I början av hösten 1599 sände hertig Karl en ny expedition sjövägen mot Åbo. Munck verkar ha gjort bedömningen att försvarsviljan hos besättningen i Åbo var svag, och i september 1599 undertecknade han en kapitulation mot fri lejd för skrivelsens undertecknare. På grund av sin förbittring mot den finska adelsmännen över deras anslutning till Sigismund lät hertig Karl ändå avrätta de tillfångatagna befälhavarna samma år.